# 新艾里站
新艾里站是位于内蒙古自治区科尔沁右翼中旗新艾里的一个铁路车站，邮政编码29417。车站建于1981年，有通霍铁路经过该站，现不办理客货运业务，车站及上下行区间均已电气化。车站距离通辽站218公里，隶属沈阳铁路局，是五等站。